# New York, New York (пісня)
«New York, New York» (укр. Нью-Йорк, Нью-Йорк) — пісня і музикальна тема з фільму Мартіна Скорсезе «Нью-Йорк, Нью-Йорк» (1977), композитора Джона Кандера на слова Фреда Ебба. Вперше прозвучала в фільмі у виконанні Лайзи Міннеллі.
У 1979 році була трохи переаранжерована та переспівана Френком Сінатрою для альбому «Trilogy: Past Present Future». До цього часу пісня найвідоміша та найпошириніша саме у його виконанні.

## Історія створення
В інтерв'ю радіостанції «NPR» Кандер і Ебб зізнались що пісня «народжувалась у гніві». Коли початковий варіант був представлений Скорсезе, Міннеллі та Роберту де Ніро, останній висловив думку що пісня «має бути більш сильною» і порадив авторам спробувати ще раз. Композитор і поет сильно обурились, що молоді актори їх повчають. Згодом Ебб визнав що де Ніро був правий, але тоді під впливом гніву пісня була досить швидко переписана. 
Фільм не отримав великого успіху, проте Міннеллі продовжувала виконувати пісню на своїх концертах. У 1979 році тему використав Френк Сінатра, замінивши в тексті декілька рядків (замість My old town blues — These little town blues, а також To find I’m king of the hill, Head of the list на And find I’m a number one, top of the list).

## Факти про пісню
- На честь пісні названо готельно-розважальний комплекс «New York-New York Hotel & Casino» у Лас-Вегасі.
- При завершенні перемогою домашньої гри бейсбольного клубу «Нью-Йорк Янкіз», на стадіоні звучала пісня у виконанні Сінатри, а у випадку поразки — у виконанні Міннеллі. Традицію припинили після численних скарг фанатів співачки.
- 12 грудня 1990 року на концерті в Континентал-Ерлайнс-арена, який Френк Сінатра влаштував на честь свого 75-річчя, він запросив на сцену Міннеллі, де вони разом виконали пісню «New York, New York».
- Кожного року, 1 січня об 00:00 пісня у виконанні Сінатри звучить на Таймс-Сквер. Це стало неофіційною новорічною нью-йоркською традицією.
- Пісню можна почути у фільмі «Гремліни 2» та у мультфільмі «Мадагаскар».